# Mayim Mayim

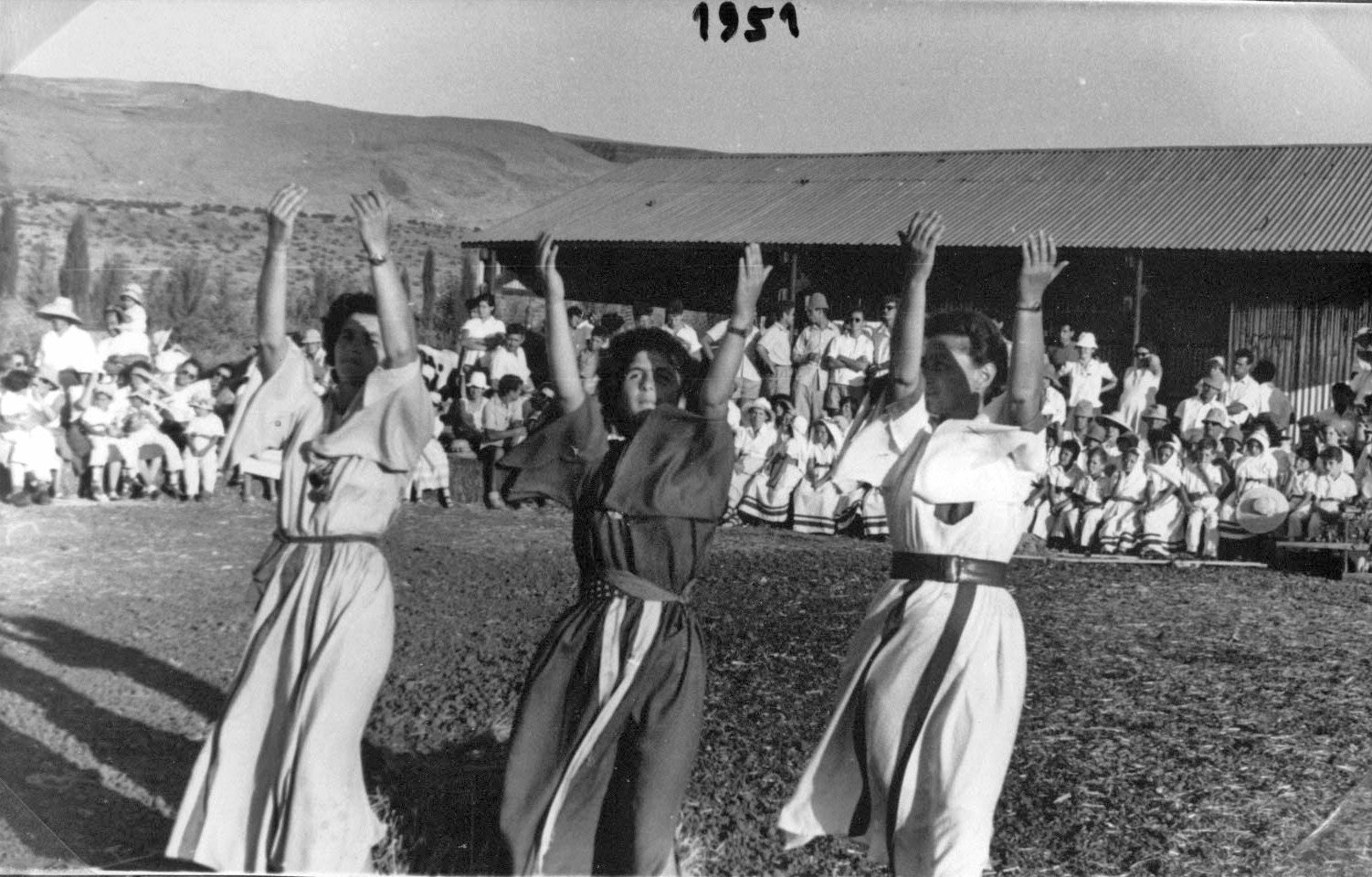
Danse folklorique israélienne, représentation à l'occasion de la fête juive de Chavouot.

Mayim Mayim (en hébreu : מים מים, « eau, eau ») est une danse folklorique israélienne populaire, exécutée sur une chanson du même nom. Elle est souvent effectuée en dehors d'Israël.

## Histoire
Cette danse est créée en 1937 à l'occasion d'un festival célébrant la découverte de l'eau dans le désert après sept ans de recherche. Else I. Dublin est la chorégraphe.
La danse est parfois nommée Ushavtem Mayim, d'après le début des paroles ou simplement Mayim, mais Mayim Mayim est le nom original et le plus employé. Le mouvement du début s'appelle « pas de Mayim » et est similaire au pas de vigne, mouvement de danse répandu.
Mayim Mayim se danse en cercle, face au centre pendant la majeure partie de la danse, et se tenant la main sauf pendant les applaudissements.
| Compte   | Pas |
| Partie 1 | |
| 1–4      | Pas de vigne. Pied droit devant le pied gauche, pied gauche, le pied droit derrière le pied gauche. Léger tour.                                                   |
| 5-16     | Répétition du pas de vigne, trois fois, sur les comptes suivants.                                                                                                 |
| Partie 2 | |
| 1–4      | Quatre pas en avant en commençant par le pied droit. Mouvement de bras : se pencher en avant, les bras en bas sur le temps 1, puis les lever sur les temps 2 à 4. |
| 5–8      | Quatre pas en arrière, en commençant par le pied droit. Même mouvement de bras que précédemment. Une variante consiste à taper des mains.                         |
| 9-16     | Répétition des temps 1 à 8. |
| Partie 3 | |
| 1-3      | Tourné vers la gauche, trois pas en avant. |
| 4        | Sauter sur le pied droit. |
| 5-6      | Sauter sur le pied droit. |
| 7–12     | Répétition. En 12, transférer son poids sur le pied gauche. |
| 13-20    | Répétition. |

### Réception
Cette danse était exécutée dans le cadre du mouvement agricole des kibboutzim.
Hors d'Israël, elle est aussi dansée. Ainsi, après la capitulation japonaise, le haut commandement américain inclut Mayim Mayim dans les cours de gymnastique de maternelles et dans les réunions de recrutement de main-d'œuvre afin de reconstruire la communauté japonaise. L'éducateur américain Rick Holden popularise cette danse au Japon, si bien que la musique peut apparaître dans des jeux vidéos japonais.
En Allemagne, cette danse, liée au symbole de l'eau, est pratiquée dans l'éducation chrétienne.

## Chanson
La musique de Mayim Mayim est composée par le compositeur et enseignant Emanuel Pugashov Amiran. Les paroles proviennent du livre d'Isaïe, chapitre 12 verset 3,, « Tu tireras joyeusement de l'eau des fontaines de triomphe ».
Ushavtem mayim b'sason mimainei hayeshua
Ushavtem mayim b'sason mimainei hayeshua
Mayim mayim mayim mayim, hé, mayim b'sason
Mayim mayim mayim mayim, hé, mayim b'sason
Hé, hé, hé, hé
Mayim Mayim Mayim Mayim Mayim Mayim B'sason
Mayim Mayim Mayim Mayim Mayim Mayim B'sason

## Dans les jeux vidéo
La musique correspondant à cette danse peut être entendue dans le domaine des jeux vidéos. On la retrouve ainsi dans plusieurs jeux, comme dans le mini-jeu Game Boy Camera 's Ball (arrangement 8 bits), 
dans Super Famicom de Clock Werx  (arrangement 16 bits), et, enfin, en une version remixée dans Sexy Parodius de Konami,.